# Festa É Festa
Festa é Festa é uma telenovela portuguesa transmitida pela TVI desde 26 de abril de 2021. É produzida pela Plural Entertainment, sendo a sua história criada pela TVI e desenvolvida por Roberto Pereira.
É protagonizada por Maria do Céu Guerra, Pedro Teixeira, Pedro Alves, Ana Guiomar, Ana Brito e Cunha, Sílvia Rizzo e Manuel Marques.

## Resumo
| Temporada | Temporada    | Episódios    | Episódios             | Originalmente exibido  | Originalmente exibido  |
| Temporada | Temporada    | Episódios    | Episódios             | Estreia da temporada   | Final da temporada     |
| --------- | ------------ | ------------ | --------------------- | ---------------------- | ---------------------- |
|           | 1            | 122          | 122                   | 26 de abril de 2021    | 25 de setembro de 2021 |
|           | A Festa      | A Festa      | A Festa               | 25 de setembro de 2021 | 25 de setembro de 2021 |
|           | 2            | 85           | 85                    | 27 de setembro de 2021 | 6 de janeiro de 2022   |
|           | 3            | 117          | 84                    | 7 de janeiro de 2022   | 20 de abril de 2022    |
| 33        | 3            | 117          | 21 de abril de 2022   | 27 de maio de 2022     |                        |
|           | 4 Verão      | 89           | 89                    | 30 de maio de 2022     | 10 de setembro de 2022 |
|           | A Festa 2022 | A Festa 2022 | A Festa 2022          | 10 de setembro de 2022 | 10 de setembro de 2022 |
|           | 5            | 99           | 99                    | 12 de setembro de 2022 | 7 de janeiro de 2023   |
|           | 6            | 155          | 155                   | 9 de janeiro de 2023   | 14 de julho de 2023    |
|           | 7 Verão      | 59           | 59                    | 17 de julho de 2023    | 26 de setembro de 2023 |
|           | 8            | 87           | 87                    | 27 de setembro de 2023 | 4 de janeiro de 2024   |
|           | 9            | 134          | 134                   | 5 de janeiro de 2024   | 26 de julho de 2024    |
|           | 10           | ASA          | 53                    | 30 de julho de 2024    | 17 de outubro de 2024  |
| ASA       | 10           | ASA          | 18 de outubro de 2024 | ASA                    |                        |

### 1.ª temporada
Na aldeia da Bela Vida, depois do cancelamento da festa do ano anterior devido à pandemia de COVID-19, os habitantes preparam uma festa de verão que promete ser inesquecível, não só por marcar o regresso à normalidade, como por coincidir com o centenário do nascimento da D. Corcovada (Maria do Céu Guerra), a maior mecenas das festas que atrai caça-fortunas em busca da sua herança, como o pai da sua bisneta Ana Carolina (Beatriz Barosa), recém-chegada à aldeia.
Mas a preparação das celebrações não é tranquila: chega a notícia à Bela Vida de que a TVI irá emitir a festa da aldeia em direto para todo o país, para espanto e alegria de todos os moradores. Tomé (Pedro Teixeira), gerente do café da terra, entra na corrida para Presidente da Comissão de Festas, lugar que deveria ter sido dele no ano anterior, fazendo frente ao seu já antigo rival Albino (Pedro Alves), o Presidente da Junta que acumula cargos em várias direções e ainda o coveiro da aldeia, que se recusa a ceder-lhe o lugar naquele que poderia ser o ano fatídico para D. Corcovada e, consequentemente, a última oportunidade para lhe pôr as mãos na herança.

### 2.ª temporada
Depois de Corcovada revelar no final da festa que afinal faz 99 anos e não 100, começa novamente a discussão de quem vai organizar a festa da aldeia, no ano do centenário da benemérita.
No arranque da segunda temporada, Nando (Manuel Marques) e São (Sílvia Rizzo) voltam a Paris para irem buscar os seus bens, já que decidiram mudar-se de vez para Portugal. Com eles vão também Bino, Florinda (Ana Brito e Cunha), Tomé e Aida (Ana Guiomar). E é nessa viagem, após uma noite de copos, que os homens têm a ideia de fazer o maior presépio vivo de Portugal, só que no dia seguinte ninguém se lembra de quem foi a ideia e todos reclamam a presidência da organização para si. Também nessa noite, Aida abdica da presidência da Junta para Nando, e São grava a decisão com o telemóvel, deixando Tomé para morrer. E é neste clima que é feita a viagem de regresso.
Com o afastamento de Camila (Marta Gil) da vida política, Bino vence as eleições à Câmara e Elisabete será a número dois da Câmara, que passará a número um temporariamente quando Albino se vir a braços com a Justiça. Na Junta, Nando vence as eleições, e não terá uma vida nada fácil, pois é São que quer mandar em tudo (o que acontece, de facto).
Chegará também à aldeia uma nova médica, Isabel (Marta Melro), uma mulher linda que fará o coração dos homens disparar e irá inverter aquilo que acontecia nos tempos do Sôtor (José Carlos Pereira), que regressará à aldeia, em modo guro, depois de fazer um retiro espiritual, e agora são os homens que passam a encher o consultório. Isabel vem com a sua nova família: o marido Mário (Pedro Giestas), um jornalista ressabiado que irá criar na aldeia um canal de TV online sensacionalista; a sua enteada Alice (Telma Cardoso), uma jovem veterinária, e o seu enteado Tomás (João Lima), um jovem agricultor que quer tornar Bela Vida a aldeia mais biológica de Portugal. Para completar a família, vem também o pai de Mário: Abel (Júlio César), um septuagenário excessivamente hipocondríaco, que põe os nervos em franja a toda a família, mas que irá viver uma bonita história de amor com Corcovada.
Não se adivinham fáceis e pacíficos os próximos meses na aldeia da Bela Vida. E ainda bem, porque caso contrário nem teria piada...

### 3.ª temporada
Parte 1
Na aldeia da Bela Vida vivem-se tempos de consagração e de grande confiança no futuro, após saber-se da notícia de que a TVI vai filmar uma novela naquela aldeia. Aquilo que ainda não sabiam é que essa mesma novela é baseada na vida de Corcovada. Isto é, contará, em ficção, uma história em que nós (espectadores) assistimos todos os dias. Assim sendo, e para grande espanto daquela comunidade, os personagens da nova grande aposta da TVI serão inspirados nos próprios habitantes da aldeia da Bela Vida.
Acontece que nesta aldeia ninguém pensa pequeno e ambição é coisa que não falta por ali. Assim, ao conhecerem os atores que vão fazer deles, começa a nascer a ideia de serem os próprios habitantes da aldeia da Bela Vida a serem os atores da novela.
No fundo, todos vão querer brilhar nesta nova produção, até porque é uma novela/história que homenageia Corcovada, e surge exatamente (acreditem ou não na grande coincidência) no momento em que ela decidiu distribuir a sua herança em vida. Ora, se já todos tinham motivos para querer agradar à abastada centenária, agora ainda mais.
E toda esta epopeia acontece a par de dois grandes eventos que se avizinham: o Carnaval e a Páscoa.
E, como se já não houvesse poucos focos de conflito na vida desta gente, surgem as grandes questões: quem vão ser os Reis do Carnaval da Bela Vida e quem vai organizar a mais promissora Procissão da Páscoa deste país.
Parte 2 - Cruzeiro
Com a gravação da novela na Aldeia da Bela Vida no seu auge, eis que Corcovada decide começar a cumprir com aquilo que prometeu: distribuir a sua herança em vida. Assim, como primeira iniciativa, decide oferecer um cruzeiro aos Açores a todos os habitantes da Aldeia. A população fica em alvoroço e todos se apressam a fazer as malas para embarcar nessa viagem. Uma viagem que ficará na memória de todos e que será o aperitivo para as férias de Verão que se aproximam. E que férias!

### 4.ª temporada: Verão
O verão está a chegar e os Belavidenses decidiram tirar uns dias de descanso no Algarve. Se calhar descanso não é a melhor palavra, pois podemos tirar estas pessoas da Bela Vida, mas não tiramos a Bela vida destas pessoas, e se há coisa que eles não dão é descanso! O verão aproxima-se e, se o cruzeiro foi o que foi, imagine na praia! A confusão de sempre está a chegar e promete muitos banhos de sol, mar, areia e sobretudo gargalhadas!

### 5.ª temporada
Depois de mais uma festa da aldeia da Bela Vida, que tinha tudo para acabar bem, eis que cai uma nova "bomba" na vida dos belavidenses: a maioria dos terrenos daquela aldeia tem um dono, ao contrário daquilo que todos achavam, e esse dono, que na verdade é uma mulher, vem agora reclamá-los. 
Trata-se de Sofia Aragão, uma mulher endinheirada, cujos seus antepassados longínquos e abrasonados tinham raízes na Bela Vida, e que só agora que a aldeia é falada em todo o país (muito por força da TVI), o seu advogado informou-a desse seu património "esquecido". Imediatamente, o seu marido, José Oliveira, um remediado e azedo militar de carreira, arregaçou as mangas e meteu pés a caminho para vir reclamar o que é seu (como quem diz ... ). 
Sofia, ou na verdade, Oliveira, parece não estar disposto a ceder um milímetro nos seus objetivos, por mais que todos o tentem demover, de todas as formas possíveis… e impossíveis. No entretanto, e como em todos os grandes (e pequenos) temas desta aldeia, serão feitos planos, alianças, conspirações, traições… tudo, para que o barco chegue a bom porto. Mas não será fácil. Até que chegam todos a uma conclusão: só uma pessoa pode salvar a aldeia das garras desta gente. A mesma de sempre: a dona Corcovada. 
Mas será que ela está disposta a abrir mão de (quase) toda a sua fortuna para isso? E se não estiver, até onde podem chegar os belavidenses para a convencer?

### 6.ª temporada
Depois dos habitantes verem ser-lhes doados os terrenos das suas casas e estabelecimentos, por Sofia e Corcovada, vivem-se dias de tranquilidade na Aldeia da Bela Vida. Só que é sol de pouca dura... Isto porque esta é uma aldeia onde os acontecimentos (de todo o tipo) sucedem-se a uma velocidade vertiginosa. E nos tempos que se aproximam, a paz parece não querer nada com as gentes Belavidenses. Bino, Tomé e Nando herdam de Sofia um terreno com intenção de construírem um Centro Cultural, após o sucesso da Revista à Portuguesa e da dupla sertaneja. Só que isso passa para segundo plano, quando os mesmos descobrem nesse mesmo terreno uma mala com... um milhão de dólares. Um milhão de dólares, que ao contrário daquilo que eles imaginam, vai- lhes mudar a vida... para pior. Isto, porque vem-se a saber que esse dinheiro pertence ao chefe de um cartel mexicano, fugido em Portugal. Assim, este dinheiro que supostamente lhes iria dar descanso para o resto da vida, só lhes vai trazer problemas. Porque, aquele que era um segredo dos três, depressa deixa de o ser... e o medo instala-se, logo após a euforia. E numa aldeia em que parece não existir ninguém sem (muitos) problemas, eis que Corcovada decide trazer para o consultório médico um... psicólogo. Porque, mais do que nunca, a Saúde Mental está na ordem do dia. E a Aldeia da Bela Vida não é exceção. Posto isto, e por que nunca é tarde, iremos, finalmente, perceber o que está na cabeça de cada um dos habitantes da aldeia mais famosa de Portugal... e as surpresas que daí surgirão.

### 7.ª temporada: Verão
Mais endinheirados do que nunca, Bino, Nando e Tomé decidem dar às suas mulheres as férias de sonho que elas nunca tiveram.
Assim, os seis rumam ao Sul para viver uma semana louca num parque aquático, seguido de um relaxante e luxuoso período de descanso num resort algarvio muito exclusivo. Só que de relaxante vai ter muito pouco... Na aldeia da Bela Vida, os populares não se ficam atrás e decidem criar o maior parque aquático de aldeia alguma vez visto.
Esta história está cada vez mais hilariante e promete continuar a arrancar muitas gargalhadas aos portugueses.

### 8.ª e 9.ª temporada
A vida na Bela Vida continua igual a si própria: uma confusão pegada.
Depois de Bino, Tomé e Nando descobrirem uma mala com um milhão de dólares, e acreditarem que esse dinheiro mudaria as suas vidas para sempre, eis que chega a hora de fazerem contas com El Cacto, que descobre, entretanto, quem ficou na posse daquilo que era seu. E quer o seu dinheiro de volta. Acontece que grande parte desse dinheiro já não existe. E El Cacto faz-lhes um ultimato: o dinheiro ou a vida. E está, novamente, instalado o desespero e o caos na vida destes belavidenses, que estão dispostos a tudo para conseguirem saldar a vida. Até mesmo apostarem todos os bens que lhes restam (negócios e cargos, inclusive) numa noite de jogo e de copos, com o recém-chegado à aldeia, Delfim – um amigo da criação de Bino, que entretanto enriqueceu.
Mas será que esse plano lhe irá correr bem? Tudo isto durante o regresso da equipa de hóquei em patins da Bela Vida, que terá uma nova impulsionadora: a dona Corcovada, quem mais…?!

### 10.ª temporada
Parte 1 - Verão
Quando tudo parece já ter acontecido aos habitantes da Aldeia da Bela Vida, eis que chegam mais umas férias de Verão. E, este ano, é Aida e a sua agência de viagem Aida Free Travel quem tratam de organizar uma viagem.
A África. África profunda. Uma África onde pouca gente (ou nenhuma) alguma vez foi. E tudo parece estar a correr na perfeição, até que, fruto do azar... e da aselhice, este grupo de turistas fica perdido numa ilha. Sem mantimentos, sem forma de comunicar... e sem forma de regressar. E tudo farão para sobreviver.
Parte 2
Depois de serem dados como mortos durante as férias em África, Tomé, Bino, Aida e os restantes voltam inesperadamente à aldeia da Bela Vida. O regresso provoca emoções fortes, com muita gente feliz, mas também dúvidas e desconfianças. Alguns moradores não sabem bem como reagir e temem perder posições de poder. Já os indígenas, que acompanham os belavidenses neste regresso, ficam um pouco desorientados e acham a aldeia um lugar estranho, com gente meio maluca e diferente do que estão acostumados. Tudo começa a mudar com esta volta surpreendente.

## Elenco
| Ator/Atriz          | Personagem                     | Temporada       | Temporada       | Temporada       | Temporada       | Temporada       | Temporada       | Temporada       | Temporada       | Temporada       | Temporada |
| Ator/Atriz          | Personagem                     | 1               | 2               | 3               | 4               | 5               | 6               | 7               | 8               | 9               |           |
| ------------------- | ------------------------------ | --------------- | --------------- | --------------- | --------------- | --------------- | --------------- | --------------- | --------------- | --------------- | --------- |
| Pedro Teixeira      | Tomé Trindade                  | Principal       | Principal       | Principal       | Principal       | Principal       | Principal       | Principal       | Principal       | Principal       |           |
| Pedro Alves         | Albino «Bino» Jesus            | Principal       | Principal       | Principal       | Principal       | Principal       | Principal       | Principal       | Principal       | Principal       |           |
| Maria do Céu Guerra | Corcovada Brito                | Principal       | Principal       | Principal       | Principal       | Principal       | Principal       | Principal       | Principal       | Principal       |           |
| Ana Guiomar         | Aida Trindade                  | Principal       | Principal       | Principal       | Principal       | Principal       | Principal       | Principal       | Principal       | Principal       |           |
| Ana Brito e Cunha   | Florinda Jesus                 | Principal       | Principal       | Principal       | Principal       | Principal       | Principal       | Principal       | Principal       | Principal       |           |
| Sílvia Rizzo        | Conceição «São» Silva          | Principal       | Principal       | Principal       | Principal       | Principal       | Principal       | Principal       | Principal       | Principal       |           |
| Manuel Marques      | Fernando «Nando» Silva         | Principal       | Principal       | Principal       | Principal       | Principal       | Principal       | Principal       | Principal       | Principal       |           |
| Manuel Marques      | Aurélio Silva                  | Does not appear | Does not appear | Recorrente      | Recorrente      | Recorrente      | Recorrente      | Recorrente      | Recorrente      | Recorrente      |           |
| Beatriz Barosa      | Ana Carolina Brito             | Recorrente      | Recorrente      | Recorrente      | Recorrente      | Recorrente      | Recorrente      | Recorrente      | Recorrente      | Recorrente      |           |
| Rodrigo Paganelli   | Carlos Jesus                   | Recorrente      | Recorrente      | Recorrente      | Recorrente      | Recorrente      | Recorrente      | Recorrente      | Recorrente      | Recorrente      |           |
| Ana Marta Contente  | Elisabete «Betinha» Trindade   | Recorrente      | Recorrente      | Recorrente      | Recorrente      | Recorrente      | Recorrente      | Recorrente      | Recorrente      | Recorrente      |           |
| José Carlos Pereira | Sôtor                          | Recorrente      | Recorrente      | Recorrente      | Recorrente      | Recorrente      | Recorrente      | Recorrente      | Recorrente      | Participação    |           |
| Inês Herédia        | Manuela «Nélinha» Chagas       | Recorrente      | Recorrente      | Recorrente      | Recorrente      | Recorrente      | Recorrente      | Recorrente      | Recorrente      | Recorrente      |           |
| Manuel Melo         | Jorge Festas                   | Recorrente      | Recorrente      | Recorrente      | Recorrente      | Recorrente      | Recorrente      | Recorrente      | Recorrente      | Recorrente      |           |
| Marta Andrino       | Fátima «Fátinha» Figo          | Recorrente      | Recorrente      | Recorrente      | Recorrente      | Recorrente      | Recorrente      | Recorrente      | Recorrente      | Recorrente      |           |
| Luís Simões         | António Peçanha                | Recorrente      | Recorrente      | Recorrente      | Recorrente      | Recorrente      | Recorrente      | Recorrente      | Recorrente      | Recorrente      |           |
| Hélder Agapito      | Paulo Pires                    | Recorrente      | Recorrente      | Recorrente      | Recorrente      | Recorrente      | Recorrente      | Recorrente      | Recorrente      | Does not appear |           |
| Carlos M. Cunha     | Padre Isidro Botica/Brito      | Recorrente      | Recorrente      | Recorrente      | Recorrente      | Recorrente      | Recorrente      | Recorrente      | Recorrente      | Recorrente      |           |
| Vítor Emanuel       | José Carlos Peixoto            | Recorrente      | Recorrente      | Recorrente      | Recorrente      | Recorrente      | Recorrente      | Recorrente      | Recorrente      | Recorrente      |           |
| Valdemar Brito      | Louis Silva                    | Recorrente      | Recorrente      | Does not appear | Does not appear | Does not appear | Does not appear | Does not appear | Does not appear | Participação    |           |
| Beatriz Costa       | Vuitton Silva                  | Recorrente      | Recorrente      | Recorrente      | Recorrente      | Recorrente      | Recorrente      | Recorrente      | Recorrente      | Recorrente      |           |
| Marta Melro         | Isabel Ramos                   | Does not appear | Recorrente      | Recorrente      | Participação    | Does not appear | Does not appear | Does not appear | Does not appear | Does not appear |           |
| Pedro Giestas       | Mário Ramos                    | Does not appear | Recorrente      | Participação    | Participação    | Does not appear | Does not appear | Does not appear | Does not appear | Does not appear |           |
| João Lima           | Tomás Ramos                    | Does not appear | Recorrente      | Does not appear | Does not appear | Does not appear | Does not appear | Does not appear | Does not appear | Does not appear |           |
| Telma Cardoso       | Alice Ramos                    | Does not appear | Recorrente      | Does not appear | Does not appear | Does not appear | Does not appear | Does not appear | Does not appear | Does not appear |           |
| Aldo Lima           | José António «Zé Tó» Guimarães | Does not appear | Does not appear | Recorrente      | Participação    | Does not appear | Does not appear | Does not appear | Does not appear | Does not appear |           |
| Maria Rueff         | Joaquina «Quina» Jesus         | Does not appear | Does not appear | Recorrente      | Recorrente      | Recorrente      | Recorrente      | Recorrente      | Recorrente      | Recorrente      |           |
| Rita Salema         | Josefa Trindade                | Does not appear | Does not appear | Participação    | Recorrente      | Recorrente      | Recorrente      | Recorrente      | Recorrente      | Recorrente      |           |
| Joaquim Nicolau     | José Oliveira                  | Does not appear | Does not appear | Does not appear | Participação    | Recorrente      | Recorrente      | Does not appear | Participação    | Recorrente      |           |
| Susana Mendes       | Sofia Aragão                   | Does not appear | Does not appear | Does not appear | Participação    | Recorrente      | Recorrente      | Does not appear | Does not appear | Does not appear |           |
| Ana Nave            | Cecília                        | Does not appear | Does not appear | Does not appear | Does not appear | Does not appear | Recorrente      | Does not appear | Does not appear | Does not appear |           |
| Sofia Grillo        | Helena «Lenita»                | Does not appear | Does not appear | Does not appear | Does not appear | Does not appear | Recorrente      | Recorrente      | Recorrente      | Recorrente      |           |
| Isaac Alfaiate      | Fábio Patrick                  | Does not appear | Does not appear | Does not appear | Does not appear | Does not appear | Does not appear | Participação    | Recorrente      | Recorrente      |           |
| Dinarte Branco      | Agostinho Trindade             | Does not appear | Does not appear | Does not appear | Does not appear | Does not appear | Does not appear | Does not appear | Recorrente      | Does not appear |           |
| Jorge Mourato       | Agostinho Trindade             | Does not appear | Does not appear | Does not appear | Does not appear | Does not appear | Does not appear | Does not appear | Does not appear | Recorrente      |           |
| Carlos Cunha        | Rufino                         | Does not appear | Does not appear | Does not appear | Does not appear | Does not appear | Does not appear | Does not appear | Participação    | Recorrente      |           |
| Bruno Cabrerizo     | Gabanna                        | Does not appear | Does not appear | Does not appear | Does not appear | Does not appear | Does not appear | Does not appear | Does not appear | Recorrente      |           |
| António Melo        | Delfim                         | Does not appear | Does not appear | Does not appear | Does not appear | Does not appear | Does not appear | Does not appear | Does not appear | Recorrente      |           |
| Cristina Oliveira   | Ela mesma como São             | Does not appear | Does not appear | Participação    | Does not appear | Does not appear | Does not appear | Does not appear | Does not appear | Does not appear |           |
| Cristina Oliveira   | Margarida «Guida»              | Does not appear | Does not appear | Does not appear | Does not appear | Does not appear | Does not appear | Does not appear | Does not appear | Recorrente      |           |
| Rui Melo            | Dr. Teixeira                   | Does not appear | Does not appear | Does not appear | Does not appear | Does not appear | Participação    | Participação    | Participação    | Recorrente      |           |

### Atores convidados
| Ator/Atriz           | Personagem                  | Temporada       | Temporada       | Temporada       | Temporada       | Temporada       | Temporada       | Temporada       | Temporada       | Temporada       | Temporada       |
| Ator/Atriz           | Personagem                  | 1               | 2               | 3               | 4               | 5               | 6               | 7               | 8               | 9               |                 |
| -------------------- | --------------------------- | --------------- | --------------- | --------------- | --------------- | --------------- | --------------- | --------------- | --------------- | --------------- | --------------- |
| Catarina Avelar      | Glória Leitão               | Participação    | Participação    | Participação    | Participação    | Participação    | Participação    | Participação    | Participação    | Participação    |                 |
| Vítor Norte          | Manuel «Manel» Martins      | Participação    | Participação    | Participação    | Participação    | Participação    | Participação    | Participação    | Participação    | Participação    |                 |
| Júlio César          | Abel Ramos                  | Does not appear | Participação    | Participação    | Participação    | Participação    | Participação    | Participação    | Participação    | Participação    |                 |
| Rita Pereira         | Ela mesma                   | Does not appear | Participação    | Does not appear | Does not appear | Does not appear | Does not appear | Does not appear | Does not appear | Does not appear |                 |
| Paulo Pires          | Ele mesmo como Nando        | Does not appear | Does not appear | Participação    | Does not appear | Does not appear | Does not appear | Does not appear | Does not appear | Does not appear |                 |
| Joaquim Horta        | Ele mesmo como Tomé         | Does not appear | Does not appear | Participação    | Does not appear | Does not appear | Does not appear | Does not appear | Does not appear | Does not appear |                 |
| Ana Bustorff         | Ela mesma como Corcovada    | Does not appear | Does not appear | Participação    | Does not appear | Does not appear | Does not appear | Does not appear | Does not appear | Does not appear |                 |
| Marisa Cruz          | Ela mesma como Aida         | Does not appear | Does not appear | Participação    | Does not appear | Does not appear | Does not appear | Does not appear | Does not appear | Does not appear |                 |
| Isabel Figueira      | Ela mesma como Florinda     | Does not appear | Does not appear | Participação    | Does not appear | Does not appear | Does not appear | Does not appear | Does not appear | Does not appear |                 |
| Carlos Malvarez      | Ele mesmo como Bino         | Does not appear | Does not appear | Participação    | Does not appear | Does not appear | Does not appear | Does not appear | Does not appear | Does not appear |                 |
| Nilton               | Ele mesmo como Padre Isidro | Does not appear | Does not appear | Participação    | Does not appear | Does not appear | Does not appear | Does not appear | Does not appear | Does not appear |                 |
| Miguel Melo          | Ele mesmo como Tomé         | Does not appear | Does not appear | Participação    | Does not appear | Does not appear | Does not appear | Does not appear | Does not appear | Does not appear |                 |
| Ana Bola             | Tília                       | Does not appear | Does not appear | Participação    | Does not appear | Does not appear | Does not appear | Does not appear | Does not appear | Does not appear |                 |
| Fanny Rodrigues      | Ela mesma como Ana Carolina | Does not appear | Does not appear | Participação    | Does not appear | Does not appear | Does not appear | Does not appear | Does not appear | Does not appear |                 |
| Cláudio Ramos        | Ele mesmo                   | Does not appear | Does not appear | Does not appear | Participação    | Does not appear | Does not appear | Does not appear | Does not appear | Does not appear | Does not appear |
| Manuel Luís Goucha   | Ele mesmo                   | Does not appear | Does not appear | Does not appear | Does not appear | Participação    | Does not appear | Does not appear | Does not appear | Does not appear |                 |
| Maria Emília Correia | Ivone                       | Does not appear | Does not appear | Does not appear | Does not appear | Does not appear | Participação    | Participação    | Participação    | Participação    |                 |
| João Maria Pinto     | Padre Osório                | Does not appear | Does not appear | Does not appear | Participação    | Does not appear | Does not appear | Does not appear | Does not appear | Does not appear |                 |

### Elenco adicional
| Ator/Atriz                | Personagem       | Temporada       | Temporada       | Temporada       | Temporada       | Temporada       | Temporada       | Temporada       | Temporada       | Temporada       | Temporada |
| Ator/Atriz                | Personagem       | 1               | 2               | 3               | 4               | 5               | 6               | 7               | 8               | 9               |           |
| ------------------------- | ---------------- | --------------- | --------------- | --------------- | --------------- | --------------- | --------------- | --------------- | --------------- | --------------- | --------- |
| Maria Sampaio             | Valquíria Leão   | Adicional       | Adicional       | Adicional       | Adicional       | Adicional       | Adicional       | Adicional       | Adicional       | Adicional       |           |
| Margarida Antunes         | Celeste          | Adicional       | Adicional       | Adicional       | Adicional       | Adicional       | Adicional       | Adicional       | Adicional       | Adicional       |           |
| Hugo Sousa                | Luís Aves        | Adicional       | Adicional       | Adicional       | Adicional       | Adicional       | Adicional       | Adicional       | Adicional       | Does not appear |           |
| Marta Gil                 | Camila Leitão    | Adicional       | Adicional       | Does not appear | Does not appear | Adicional       | Adicional       | Adicional       | Adicional       | Adicional       |           |
| Ricardo Trêpa             | João Maria Brito | Adicional       | Adicional       | Adicional       | Adicional       | Adicional       | Adicional       | Adicional       | Adicional       | Adicional       |           |
| Eduardo Madeira           | Matateu          | Adicional       | Adicional       | Does not appear | Does not appear | Does not appear | Does not appear | Does not appear | Does not appear | Does not appear |           |
| Rui Porto Nunes           | Zé Fibra         | Adicional       | Adicional       | Adicional       | Adicional       | Does not appear | Does not appear | Does not appear | Does not appear | Does not appear |           |
| Filomena Gonçalves        | Adelaide Festas  | Adicional       | Does not appear | Does not appear | Does not appear | Does not appear | Does not appear | Does not appear | Does not appear | Does not appear |           |
| Gonçalo Norton            | Bruno            | Adicional       | Does not appear | Does not appear | Does not appear | Does not appear | Does not appear | Does not appear | Does not appear | Does not appear |           |
| Francisca Cerqueira Gomes | Filipa           | Adicional       | Does not appear | Does not appear | Does not appear | Does not appear | Does not appear | Does not appear | Does not appear | Does not appear |           |
| Frederico Amaral          | Luís Macedo      | Adicional       | Does not appear | Adicional       | Does not appear | Does not appear | Does not appear | Does not appear | Does not appear | Does not appear |           |
| Nuno Homem de Sá          | Miguel Martins   | Adicional       | Does not appear | Does not appear | Does not appear | Does not appear | Does not appear | Does not appear | Does not appear | Does not appear |           |
| António Machado           | Severino         | Adicional       | Does not appear | Does not appear | Does not appear | Does not appear | Does not appear | Does not appear | Does not appear | Does not appear |           |
| Joana Machado Madeira     | Bebiana          | Does not appear | Adicional       | Does not appear | Does not appear | Does not appear | Does not appear | Does not appear | Does not appear | Does not appear |           |
| Monique Alfradique        | Júlia            | Does not appear | Adicional       | Does not appear | Does not appear | Does not appear | Does not appear | Does not appear | Does not appear | Does not appear |           |
| Margarida Moreira         | Rita             | Does not appear | Adicional       | Does not appear | Does not appear | Does not appear | Does not appear | Does not appear | Does not appear | Does not appear |           |
| Maria João Vaz            | Inspectora da PJ | Does not appear | Adicional       | Does not appear | Does not appear | Does not appear | Does not appear | Does not appear | Does not appear | Does not appear |           |
| Durval Lucena             | Henrique Arpão   | Does not appear | Does not appear | Adicional       | Adicional       | Does not appear | Does not appear | Does not appear | Does not appear | Does not appear |           |
| Alexandre Ferreira        | Joca             | Does not appear | Does not appear | Adicional       | Adicional       | Adicional       | Adicional       | TBA             | TBA             | TBA             |           |
| Eunice Muñoz              | Helena           | Does not appear | Does not appear | Adicional       | Does not appear | Does not appear | Does not appear | Does not appear | Does not appear | Does not appear |           |
| Luís Lourenço             | Amadeu Vilaça    | Does not appear | Does not appear | Adicional       | Does not appear | Does not appear | Does not appear | Does not appear | Does not appear | Does not appear |           |
| Marco Costa               | Fidalgo          | Does not appear | Does not appear | Adicional       | Does not appear | Does not appear | Does not appear | Does not appear | Does not appear | Does not appear |           |
| Marina Albuquerque        | Lurdes           | Does not appear | Does not appear | Does not appear | Adicional       | Adicional       | Does not appear | Does not appear | Does not appear | Does not appear |           |
| Gonçalo Botelho           | Lucas            | Does not appear | Does not appear | Does not appear | Adicional       | TBA             | TBA             | TBA             | TBA             | TBA             |           |
| Maria Simões              | Maria Irene      | Does not appear | Does not appear | Does not appear | Does not appear | Adicional       | Adicional       | TBA             | TBA             | TBA             |           |
| Fernando Ferrão           | Cassiano         | Does not appear | Does not appear | Does not appear | Does not appear | Does not appear | Adicional       | TBA             | TBA             | TBA             |           |
| Miguel Partidário         | Jaime            | Does not appear | Does not appear | Does not appear | Does not appear | Does not appear | Adicional       | TBA             | TBA             | TBA             |           |
| Rui Melo                  | Dr. Teixeira     | Does not appear | Does not appear | Does not appear | Does not appear | Does not appear | Adicional       | Adicional       | Adicional       | TBA             |           |
| Sofia Baessa              | —                | Does not appear | Does not appear | Does not appear | Does not appear | Does not appear | Adicional       | TBA             | TBA             | TBA             |           |
| Luís Gaspar               | El Cacto         | Does not appear | Does not appear | Does not appear | Does not appear | Does not appear | Adicional       | Does not appear | Adicional       | Adicional       |           |
| Sylvie Rocha              | Gracinha         | Does not appear | Does not appear | Does not appear | Does not appear | Does not appear | Does not appear | Adicional       | Adicional       | Adicional       |           |
| Tiago Costa               | Marco            | Does not appear | Does not appear | Does not appear | Does not appear | Does not appear | Does not appear | Does not appear | Does not appear | Adicional       |           |
| Inês Faria                | Joana Carina     | Does not appear | Does not appear | Does not appear | Does not appear | Does not appear | Does not appear | Does not appear | Does not appear | Adicional       |           |

## Filmagens e locais de gravação
Os trabalhos da telenovela arrancaram a 15 de março de 2021 e terminaram a 21 de julho de 2022, contando com gravações nos estúdios da Plural Entertainment e na Aldeia Galega da Merceana, tendo sido gravadas as quatro primeiras temporadas da novela em simultâneo. A segunda temporada contou também com gravações em Paris entre os dias 23 e 27 de agosto de 2021. A segunda metade da terceira temporada contou também com gravações entre os dias 14 e 23 de março de 2022, num cruzeiro que passa pelas 6 ilhas dos Açores: São Miguel, Terceira, Graciosa, São Jorge, Faial e Pico. A quarta temporada contou também com gravações em Portimão entre os dias 5 e 20 de maio de 2022.
Com uma segunda produção confirmada, os trabalhos da novela retomaram a 10 de agosto de 2022 e terminaram a 24 de agosto de 2023, contando novamente com gravações nos estúdios da Plural Entertainment e na Aldeia Galega da Merceana, sendo gravadas em simultâneo as quinta, sexta e sétima temporadas e ainda parte da oitava temporada. A quinta temporada contou também com gravações entre os dias 9 e 13 de outubro de 2022 no Gerês (em Terras de Bouro), entre os dias 26 e 31 de outubro no Porto e entre os dias 7 e 10 de novembro no Funchal. A sexta temporada conta também com gravações na Serra da Estrela entre os dias 6 e 10 de março de 2023. A sétima temporada conta também com gravações entre os dias 8 e 10 de maio de 2023 na Quarteira (no Aquashow), em Lagos entre os dias 29 de maio e 2 de junho e em Fátima a 5 de julho.
Com uma terceira e última produção confirmada, os trabalhos retomaram uma vez mais a 16 de outubro de 2023 e terminaram a 31 de julho de 2024, sendo gravados os restantes episódios da oitava temporada que ficaram por gravar devido à morte de Luís Aleluia e o despedimento de João Baptista, e ainda a nona e décima temporada da novela. A nona temporada contou ainda com gravações em Torres Vedras para o especial de Carnaval. A décima temporada conta também com gravações entre 30 de abril e 7 de junho de 2024 na zona da Arrábida para simular uma ilha deserta em África do Sul, devido a contenção de custos.
Estaria ainda prevista uma quarta produção, com gravações entre outubro e dezembro de 2024, porém acabou por não se realizar.

## Especiais

### A Festa
No dia do último episódio da primeira temporada da novela, a 25 de setembro de 2021, a TVI preparou para esse dia um especial com 9 horas de emissão, onde entre as 10 e as 13 horas contaria com a apresentação de Maria Botelho Moniz e Nuno Eiró e das 14 às 20 horas contaria com a apresentação de Cláudio Ramos, Maria Cerqueira Gomes e Ruben Rua, contando ainda com mais de 35 atuações de artistas portugueses, com a presença de todo o elenco e a transmissão de cenas exclusivas da narrativa da novela ao longo de todo o dia, sendo apelidado como o episódio mais longo da televisão portuguesa com o título de “A Festa”, referente à festa do centenário da personagem Corcovada. Para além das últimas cenas de “Festa é Festa” e dos momentos musicais, houve espaço para a cultura e tradição locais, apresentar os melhores petiscos, recordar jogos populares e partilhar a alegria da população da aldeia, que poderia participar nesta celebração. Depois da emissão especial, o último episódio da primeira temporada foi transmitido após o Jornal das 8.
No dia do último episódio da quarta temporada da telenovela, a 10 de setembro de 2022, a TVI preparou o regresso de A Festa para uma versão de 2022, nos exatos moldes da versão de 2021. Neste ano com a apresentação de Nuno Eiró e Maria Botelho Moniz no horário da manhã e de Ruben Rua, Maria Cerqueira Gomes e Mafalda de Castro no horário da tarde.

### Outros especiais
Durante a exibição da segunda temporada da novela e no dia de Natal, a 25 de dezembro de 2021, a TVI preparou um especial intitulado de Presépio Vivo, onde seria feito um Presépio com cada uma das personagens da novela a estar caracterizada como parte do presépio, como o Burro ou até mesmo a Virgem Maria. Anunciado como um especial que iria encerrar a segunda temporada à semelhança do que aconteceu com a primeira temporada da novela, a segunda temporada só terminou no ano seguinte, a 6 de janeiro de 2022, coincidindo com o Dia de Reis.
Durante a exibição da terceira temporada da novela a TVI preparou um especial de Carnaval e outro de Páscoa. O especial de Carnaval, intitulado de "Carnaval da Bela Vida", estreou a 1 de março de 2022 e teve como um dos principais disfarces os cabeçudos do Bino e do Tomé. Já o especial de Páscoa, intitulado de "Procissão da Páscoa", foi exibido a 16 de abril de 2022.
Durante a exibição da quinta temporada, a TVI preparou um especial de Natal, intitulado de "Concurso de Doces de Natal", emitido a 24 de dezembro de 2022. Ainda no mesmo mês, teve também um especial de Fim de Ano gravado na Madeira, intitulado de "Passagem de Ano na Madeira", emitido no dia 30.
Durante a exibição da sexta temporada, a TVI preparou um especial de Carnaval e de Páscoa, gravado na Serra da Estrela, para serem emitidos em fevereiro e abril de 2023, respetivamente. O especial de Carnaval, intitulado de "Desfile de Carnaval" estreou a 21 de fevereiro, enquanto que o especial de Páscoa, intitulado de "Páscoa na Serra da Estrela", estreou a 8 de abril.
Durante a exibição da sétima temporada, a TVI preparou um especial em que o elenco iria fazer uma peregrinação de bicicleta a Fátima. O especial, intitulado de "Belavidenses em Fátima", estreou como o último episódio da temporada, a 26 de setembro de 2023.
Durante a exibição da oitava temporada, a TVI preparou um especial de natal para ser exibido na quadra festiva. O especial, intitulado de "Calendário Solidário de Natal", estreou a 24 de dezembro de 2023.
Durante a exibição da nona temporada, a TVI preparou um especial de Carnaval para ser exibido na quadra festiva. O especial, intitulado de "Carnaval de Torres Vedras", estreou a 13 de fevereiro de 2024.

## Audiências
| Temporada | Episódios | Estreia                | Estreia       | Final                  | Final         | Audiência em média (pontos) |
| Temporada | Episódios | Data                   | Aud. (pontos) | Data                   | Aud. (pontos) | Audiência em média (pontos) |
| --------- | --------- | ---------------------- | ------------- | ---------------------- | ------------- | --------------------------- |
| 1         | 122       | 26 de abril de 2021    | 14.3          | 25 de setembro de 2021 | 12.4          | 12.0                        |
| 2         | 85        | 27 de setembro de 2021 | 13.2          | 6 de janeiro de 2022   | 11.4          | 10.5                        |
| 3         | 117       | 7 de janeiro de 2022   | 10.5          | 27 de maio de 2022     | 9.5           | 10.5                        |
| 4         | 89        | 30 de maio de 2022     | 10.4          | 10 de setembro de 2022 | 8.4           | 9.5                         |
| 5         | 99        | 12 de setembro de 2022 | 9.2           | 7 de janeiro de 2023   | 9.7           | 9.4                         |
| 6         | 155       | 9 de janeiro de 2023   | 9.7           | 14 de julho de 2023    | 9.0           | 8.8                         |
| 7         | 59        | 17 de julho de 2023    | 9.1           | 26 de setembro de 2023 | ASA           | 8.3                         |
| 8         | 88        | 27 de setembro de 2023 | 8.7           | 4 de janeiro de 2024   | 8.4           | 7.8                         |
| 9         | 134       | 5 de janeiro de 2024   | 7.0           | 26 de julho de 2024    | TBD           | 6.1                         |
| 10        | ASA       | 30 de julho de 2024    | TBD           | ASA                    | TBD           | TBD                         |

Na estreia, a 26 de abril de 2021, Festa é Festa foi líder e marcou 14.3 de rating e 25.4% de share, com cerca de 1 milhão e 358 mil espectadores, com um pico de 15.1 de rating e 25.9% de share, sendo a telenovela com mais espectadores numa estreia desde A Herdeira (2017).
No segundo episódio, Festa é Festa rendeu à TVI uma audiência média de 14.5 de rating e 26.4% de share, com 1 milhão e 374 mil espectadores, deixando a concorrência de Amor Amor a cerca de 1 milhão e 291 mil espectadores. No seu melhor momento, já a caminho do fim, Festa é Festa dava à TVI um resultado de 15.4 de rating e 28.3% de share.
No terceiro episódio, a telenovela bateu um recorde de rating e sendo o maior de toda a sua exibição, alcançando 15.3 de rating e 27.1% de share, com 1 milhão e 444 mil espectadores, com um pico de 15.8 de rating e 28.7% share.
A 25 de setembro de 2021, sábado, ocorreu o especial de Festa é Festa, intitulado de "A Festa", com início pela manhã, registou 5.2 de rating e 20.1% de share, já no período da tarde, às 14h01 registou 8.2 de rating e 22.5% de share, com 776.900 espectadores, já às 19h01 registou 9.8 de rating, com pico de 26.5% de share, com 930.900 espectadores. E no mesmo dia, a noite com inicio pelas 21h48, ocorreu o último episódio da primeira temporada de Festa é Festa e registou 12.4 de rating e 25.8% de share, com cerca de 1 milhão e 175 mil espectadores, na liderança. Nos minutos finais, a novela da TVI registou 13.9/29.8%.
A 2.ª temporada estreia dois dias depois, segunda, e regista 13.2 de rating e 27.0% de share, com cerca de 1 milhão e 251 mil espectadores, na liderança. No melhor momento, a telenovela chegou aos 14.5 de rating e 30.9% de share.
Ao segundo episódio, emitida depois de um jogo de futebol, Festa é Festa II conquista 12.2 de audiência média e 25.3% de share, com 1 milhão e 152 mil espectadores. No melhor momento, Festa é Festa conquista 12.8 de audiência média e 29.0% de share.
A 25 de dezembro de 2021, sábado, ocorreu o especial de Festa é Festa intitulado de "Presépio Vivo", com inicio às 21h29, marcou 9.6 de rating e 18.8% de share, com 913 mil espectadores. O pico foi já no final onde bateu nos 10.5/21.0%.
O último episódio da segunda temporada, dia 6 de janeiro (quinta), conquistou uma audiência de 11.4 de rating e 21.6% share, com cerca de 1 milhão e 77 mil espectadores. Teve um pico de rating às 22h09 quando bateu nos 12.0 de rating. O pico em share foi no final com 23.2%.
A 3.ª temporada estreia um dia depois, sexta, e regista 10.5 de rating e 20.3% de share, com quase 1 milhão de espectadores. O pico foi registado pelas 22h21 com 11.2 de rating e 21.8% de share.
No segundo episódio da terceira temporada, Festa é Festa III registou 11.0 de rating e 20.6% de share, com 1 milhão e 42 mil espectadores. Já por volta das 22h15, o pico foi de 12.3/23.0%.
A 1 de março de 2022, terça, ocorreu o especial de Festa é Festa intitulado de "Carnaval da Bela Vida" registou 11.7 de rating e 23.4% de share, com 1 milhão e 110 mil espectadores. O pico foi de 12.2/23.7%.
A 16 de abril de 2022, sábado, foi exibido o especial Festa é Festa intitulado de “Procissão da Páscoa” marcou o primeiro lugar na tabela das audiências com 10.0 pontos de rating e 20.3% de share, teve 950.200 espectadores. O pico foi de 10.4/20.6%.
No "último episódio" da 3.ª temporada, dia 20 de abril (quarta), Festa é Festa foi a novela mais vista do dia e garantiu 10.2 pontos de rating e 20.6% de share, teve 969.800 espectadores. O pico foi de 11.4/23.2%.
A 21 de abril de 2022, quinta, quando Festa é Festa 3 foi intitulado de "Cruzeiro", conseguiu o melhor o valor do ano. Com inicio pelas 22h14, a estreia marcou 13.1 de audiência média e 26% de share. Cerca de 1 milhão e 242 mil espectadores seguiram o episódio. O pico foi logo no inicio entre o fim do jogo e o arranque do primeiro episódio com 15.5/29.6% e 1 milhão e 471 mil espectadores.
Ao segundo episódio de Festa é Festa 3: Cruzeiro, a novela foi o programa mais visto do dia, chegou a ter 11.1 pontos de rating e 22.3% de share, com 1 milhão e 42 mil espectadores, às 22h06 tinha 1 milhão e 90 mil espectadores e 11.5 de rating, o pico de share foi às 22h22 onde tinha 23.4% de share.
A 27 de maio de 2022, sexta, o último episódio de “Festa é Festa 3: Cruzeiro” liderou confortavelmente e foi o programa mais visto do dia. Marcou 9.5 pontos de rating, 21.2% de share e 898 mil espectadores. Quando o relógio batia nas 22h22, a novela registou o seu pico com 10.1 de rating e ainda 957.600 espectadores.
A 30 de maio de 2022, estreou “Festa é Festa 4: Verão” e marcou 10.4 de audiência média e 21.0% de share, com 982.100 espectadores. O pico do episódio foi já no fim com a TVI a bater no 11.1 de rating e 23.5% de share com 1.050.100 espectadores.
No segundo episódio “Festa é Festa IV” foi o programa mais visto do dia com 11.3 de rating e 23.2% de quota média de mercado. Com 1 milhão e 74 mil espectadores, o pico foi de 11.9/24.7%.
A 10 de setembro de 2022, sábado, ocorreu o especial de Festa é Festa intitulado de "A Festa", com inicio pela manhã registou 3.4 de rating e 14.3% de share, com 318 mil espectadores. Já no período da tarde registou 5.3 de rating e 16.2% de share, com 500.300 espectadores. E, no mesmo dia, à noite, com início pelas 21h40, ocorreu o último episódio de “Festa é Festa 4: Verão”,que registou 8.7 de rating e 20.7% de share, com cerca de 824.600 espectadores, na liderança. Nos minutos finais, a novela da TVI registou 22.1% de share.
A 12 de setembro de 2022, estreou “Festa é Festa 5” e marcou 9.2 de audiência média e 19.5% de share, com 872.400 espectadores. A TVI conseguiu ainda um pico de audiência de 9.8/21.1% às 22h20.
No dia 24 de dezembro de 2022, ocorreu o especial de natal de "Festa é Festa V". O episódio da trama da TVI garantiu uma audiência média de 6.0 com 16.4% de share e 567.700 espectadores. O pico foi de 6.4/17.7%, numa altura em que a TVI conseguiu espreitar a vice-liderança das audiências e ultrapassar a RTP1.
O último episódio de "Festa é Festa 5", a 7 de janeiro de 2023, marcou 9.7 de audiência média e 19.3% de share com 914.500 espectadores. Às 22h24, a novela da TVI teve o seu pico ao bater nos 10.3/20.8%. Nesse momento estavam sintonizados 978 mil espectadores.
O episódio de estreia de “Festa é Festa 6” marcou 9.7 de audiência média e 20.2% de share, com 915.100 espectadores. Às 22h31 teve o seu pico de audiência quando bateu nos 10.3 de rating com 974.200 espectadores e 22.3% de share.
O segundo episódio de “Festa é Festa VI” registou 9.5 de audiência média e 19.1% de share, com 899.600 espectadores e pico de 10.5/21.3%.
No dia 21 de fevereiro de 2023, o especial de Carnaval de "Festa é Festa" liderou com 9.0/18.3%, com 860.100 espectadores e pico foi de 9.6/20.6%.
No dia 8 de abril de 2023, o especial de Páscoa de "Festa é Festa" registou 7.1 de rating e 15.4% de share, com 680.300 espectadores.
O último episódio de "Festa é Festa 6", a 14 de julho de 2023, foi o programa mais visto do dia com 9.0 pontos de rating e 19.6% de share e 855.700 espectadores.
O episódio de estreia de “Festa é Festa 7” marcou 9.1 de audiência média e 18.5% de share, com 866.100 espectadores. O pico foi registado às 22h26 com 9.9 pontos de rating e 20.1% de share o que corresponde a 940.800 espectadores.
O penúltimo episódio de “Festa é Festa 7“, a 25 de setembro de 2023, enfrentou a estreia de Papel Principal (SIC) com 9.1 de rating e 19.1% de share. Foram mais de 865.500 espectadores que deixaram a TVI na liderança. Teve um pico de 10 pontos de rating e 951.300 espectadores às 22h27. Já perto do final, o episódio bateu 23.4% de share.
O episódio de estreia de “Festa é Festa 8” marcou 8.7 de audiência média e 18.8% de share com 828.800 espectadores. Teve pico de 9.4 de rating com 894.100 espectadores às 22h29. Já no final do episódio teve o seu pico de share com 21.7%.
O segundo episódio de “Festa é Festa VIII” registou 8.3 de rating e 18.2% de share com 793.800 espectadores.

## Exibição
Festa É Festa também faz parte da grelha da TVI Internacional.
A 12 de agosto de 2024, a primeira temporada de Festa É Festa começou a ser reposta no canal V+.  Essa reposição durou até ao primeiro semestre de 2025, não tendo sido seguida pelas restantes temporadas da telenovela.
A telenovela está disponível na íntegra no serviço de streaming da TVI, o TVI Player, e, à data de 2024, os primeiros 120 episódios da mesma estão disponíveis na versão portuguesa da Prime Video.

## Músicas
| Tema                              | Intérprete(s)                         | Notas            |
| --------------------------------- | ------------------------------------- | ---------------- |
| "Queres é Festa"                  | Ruth Marlene                          | Tema de genérico |
| "Baila Comigo, Baila Amor"        | Bombocas                              | —                |
| "Baile de Verão"                  | José Malhoa                           | —                |
| "O malhão é português"            | Augusto Canário & Amigos              | —                |
| "A minha febre é Boa"             | Joana                                 | —                |
| "Casa"                            | SYRO                                  | —                |
| "Meu querido mês de Agosto"       | José Reza                             | —                |
| "Vira da Nossa Gente"             | Tradição D'Ouro                       | —                |
| "Jura-me"                         | José Alberto Reis                     | —                |
| "Maneio"                          | 7 Saias                               | —                |
| "De Copo no Ar"                   | Farra Minhota                         | —                |
| "É o Português"                   | Toka & Dança                          | —                |
| "Sempre a bailar com a mais feia" | Chave D'Ouro                          | —                |
| "Fim de Semana Chegou"            | Irmãos Cardoso                        | —                |
| "Sente a Pressão"                 | Iran Costa                            | —                |
| "O Povo Precisa"                  | 4Mens                                 | —                |
| "Uma vez na vida"                 | José Reza                             | —                |
| "Festa que é festa"               | Sons da Terra                         | —                |
| "Eu descasco-lhe a banana"        | Rosinha                               | —                |
| "Dia de Festa"                    | Victor Rodrigues                      | —                |
| "Comi-lhe o Melão"                | Saúl                                  | —                |
| "Era o Vinho Meu Deus"            | Montes Hermínios                      | —                |
| "Aquelas Madrugadas"              | Kyaro                                 | —                |
| "Mãe Querida, Mãe Querida"        | Ágata, Tony Carreira, Romana & Amigos | —                |
| "Vamos Celebrar"                  | Marc Ferrari                          | —                |
| "Comer Aquilo"                    | Nelson Costa                          | —                |
| "Eu Gosto do Tomate Pelado"       | Rosinha                               | —                |
| "O problema do Ricardo"           | Ás da Concertina                      | —                |
| "Que coisa boa é o malhão"        | Vozes do Tâmega                       | —                |
| "Beautiful"                       | Noble                                 | —                |
| "Casa Comigo"                     | Karyna                                | —                |
| "Ninguém Pode Parar"              | 4Mens                                 | —                |
| "Ela é só Photoshop"              | Sol Brilhante                         | —                |
| "Ai que Calor"                    | Alvaro D'Kastro                       | —                |
| "Vai Malandra Vai"                | Jorge Guerreiro                       | —                |
| "Eu Tenho uma Cana Boa"           | Rosinha                               | —                |
| "No Peito Tenho um Coração"       | 7 Saias                               | —                |

## Prémios
| Ano  | Prémio                       | Categoria                       | Resultado |
| ---- | ---------------------------- | ------------------------------- | --------- |
| 2021 | 8ª Edição dos Prémios Áquila | Melhor Telenovela               | Venceu    |
| 2022 | Venice TV Awards             | Melhor Soap/Novela              | Venceu    |
| 2023 | Escolha do Consumidor        | Melhor série de ficção nacional | Venceu    |